# Lucas Trecarichi
Lucas Ezequiel Trecarichi Loiácono (Béccar, 12 febbraio 1991) è un ex calciatore argentino, di ruolo centrocampista.